# Heinrich Minden Verlag
Der Heinrich Minden Verlag wurde am 1. September 1880 in Dresden durch den aus Königsberg (Preußen) gebürtigen Buchhändler Heinrich Minden gegründet. Er verlegte hauptsächlich schöngeistige Literatur und war anfangs auch der Verlag der sächsischen Gewerbeschau. Da Minden einige Zeit in Russland gelebt hatte, begeisterte er sich auch für russische Dichtung. An seinem Verlagshaus ließ er seinen Leitspruch »Klar und wahr« anbringen, nach dem er lebte und nach dem er auch die Autoren und deren Werke prüfte, die in seinem Verlag erscheinen sollten. 
Nach Mindens Tod im Dezember 1913 übernahm dessen Sohn Heinrich Minden, der selbst auch als Autor und Lyriker tätig war, den väterlichen Verlag. 1930 beging der Verlag sein 50-jähriges Bestehen. Zu dieser Zeit hatte das Verlagshaus seinen Sitz in Dresden-Blasewitz. 1948 wurde der Verlag aufgelöst.